# Jerry Tondelua
Jerry Tondelua Mbuilua (ur. 27 lutego 1975 w Kinszasie) – kongijski piłkarz grający na pozycji pomocnika.

## Kariera klubowa
W swojej karierze piłkarskiej Tondelua grał w rodzimym AC Sodigraf, belgijskich Cercle Brugge i KV Oostende oraz emirackim Al-Wahda Abu Zabi.

## Kariera reprezentacyjna
W 1998 roku Tondelua został powołany do reprezentacji Demokratycznej Republiki Konga na Puchar Narodów Afryki 1998. Rozegrał na nim sześć meczów: z Togo (2:1 i 2 gole), z Tunezją (1:2), z Ghaną (1:0), ćwierćfinałowy z Kamerunem (1:0 i gol), półfinałowy z Republiką Południowej Afryki (1:2) i o 3. miejsce z Burkina Faso (4:4, k. 4:1 i gol). Z Demokratyczną Republiką Konga zajął 3. miejsce w tym turnieju.